# Эдоны

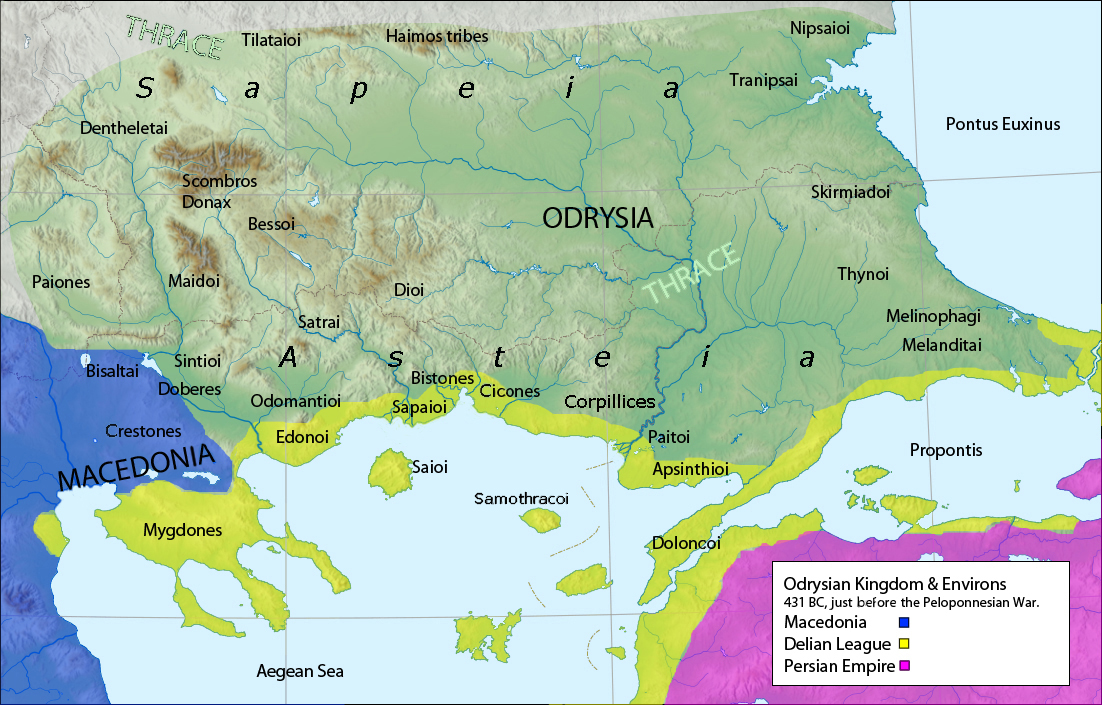
Территория, занятая эдонами

Эдоны (др.-греч. Ἠδῶνες ή Ηδωνοί) — фракийское племя, по преданию оказавшее сопротивление Дионису. Жили по берегам реки Стримона. Владели «Девятью путями», перекрестком у устья Стримона, к которому по преданию ходила Филлида, где позднее находился Амфиполь (Амфиполис).
В  424 году до н. э. правил царь Питтак, убитый собственной супругой Бравро и сыновьями некоего Гоаксия.
Составляли хор трагедии Эсхила «Эдоняне».